# Priglašenie na zakat
Priglašenie na zakat (in russo Приглашение на закат?) è il quindicesimo album in studio della cantante russa Alla Pugačëva, pubblicato il 15 aprile 2008 dal Fondo culturale russo "Dolgi naši".

## Tracce
1. Opjat' metel' (con Kristina Orbakaitė) – 3:37 (Konstantin Meladze, Džachan Pollyeva)
2. Priglašenie na zakat – 4:45 (Alla Pugačëva, Igor' Krutoj)
3. Iz niotkuda – 3:59 (Alla Pugačëva)
4. Gud-baj – 3:00 (Andrej Stojčev, Irina Sekačëva)
5. Verju, ne verju – 3:13 (Oleg Popkov)
6. Doždi – 3:53 (Valerij Razumovskij)
7. Žal' – 3:44 (Ol'ga Ivanova)
8. Ty tam, ja tam – 3:36 (Ljubaša)
9. Bez menja – 4:34 (Raimonds Pauls, Il'ja Reznik)
10. Oduvančik – 4:16 (Aleksandr Lukjanov, Simon Osiašvili)
11. Ljubov' kak sostojanie – 3:25 (Oleg Popkov)
12. Resnicy i tvoi glaza – 3:41 (Andrej Misin, Segej Patrušev)
13. Cholodno v gorode – 3:37 (Ljubaša)
14. Živëm poka – 2:52 (Oleg Popkov)
15. Spasibo, ljubov' – 4:30 (Maksim Fadeev, Il'ja Reznik)
16. Sinee nebo – 3:09 (Vladimir Molčanov, Il'ja Reznik)
17. Ja uletaju – 3:17 (Aleksaandr Ivanov, Sergej Abrašin)
18. Zdes' my dolgo – 3:05 (Džim Moss, Artur A'Kim)

## Classifiche
| Classifica (2008) | Posizione massima |
| ----------------- | ----------------- |
| Russia            | 1                 |